# Richard Wilson (futbolista)
Richard Wilson   (Nelson, 8 de maig de 1956) és un exfutbolista neozelandès de la dècada de 1970.
Fou internacional amb la selecció de futbol de Nova Zelanda amb la qual participà a la Copa del Món de futbol de 1982.
Pel que fa a clubs, destacà a Woolston W.M.C. i Preston Lions FC.